# Olecko
Olecko (Marggrabowa dal 1560, Treuburg dal 1928 al 1945 che in tedesco significa Borgo della Fedeltà in riferimento al Plebiscito sulla Prussia Orientale del 1920) è un comune urbano-rurale polacco del distretto di Olecko, nel voivodato della Varmia-Masuria.
Ricopre una superficie di 266,6 km² e nel 2004 contava 21 398 abitanti.
Qua nacque il politico (tedesco) Arthur Zimmermann.